# Ronsecco
Ronsecco je italská obec v provincii Vercelli v oblasti Piemont.
K 31. prosinci 2010 zde žilo 603 obyvatel.

## Sousední obce
Bianzè, Crova, Desana, Lignana, Tricerro, Trino, Tronzano Vercellese